# Leo Haid

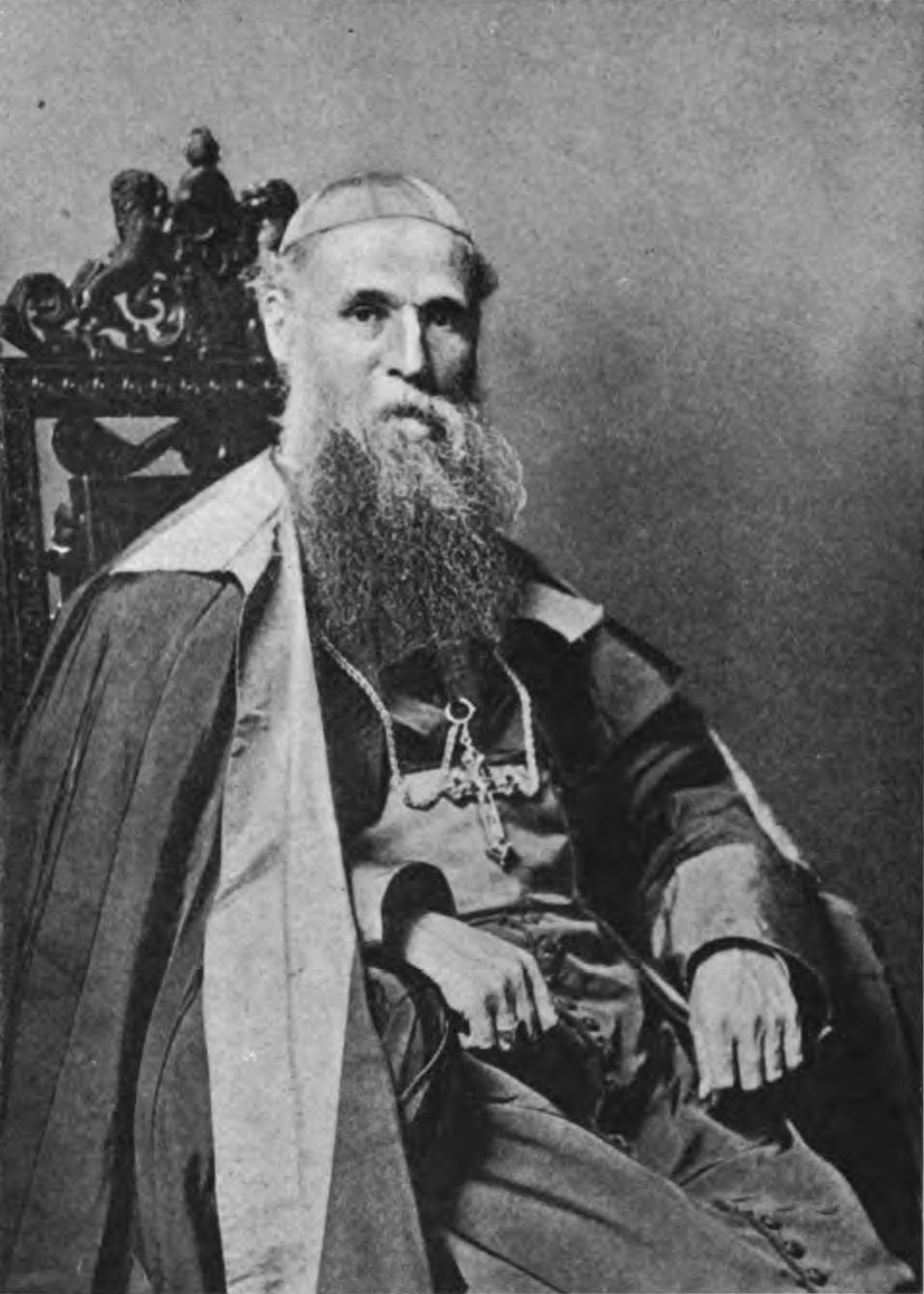
Abtbischof Leo Michael Haid (1914)

Bischofswappen

Leo Haid OSB (* 15. Juli 1849 in Latrobe als Michael Haid, Pennsylvania, USA; † 24. Juli 1924) war ein US-amerikanischer römisch-katholischer Ordensgeistlicher, Gründer und Abtbischof der Belmont Abbey sowie Apostolischer Vikar von North Carolina.

## Leben
Nachdem er bereits die dortige Klosterschule besucht hatte, trat der Sohn deutscher Auswanderer 1868 in das Noviziat der Benediktinerabtei St. Vincent in Latrobe ein, wo er den Ordensnamen Leo erhielt. Am 17. September 1869 legte Leo Haid die Profess auf St. Vincent ab. Das Sakrament der Priesterweihe empfing er am 21. Dezember 1872.
Abt Bonifaz Wimmer von St. Vincent sandte Pater Leo 1874 zusammen mit zehn weiteren Benediktinermönchen zu einer Klostergründung im damaligen Garibaldi im Bundesstaat North Carolina aus. 1885 wurde Leo Haid zum ersten Abt der Neugründung Belmont Abbey, „Maria, Hilfe der Christen“ gewählt. 1886 begründete er dort das Seminar und das Belmont Abbey College. Am 4. Februar 1888 ernannte ihn Papst Leo XIII. zum Titularbischof von Messene und zum Apostolischen Vikar von North Carolina. Der Erzbischof von Baltimore, James Kardinal Gibbons, spendete ihm am 1. Juli 1888 die Bischofsweihe; Mitkonsekratoren waren der Bischof von Wheeling, John Joseph Kain, und der Bischof von Savannah, Thomas Andrew Becker (1832–1899). Von 1890 bis 1896 stand Abtbischof Leo Haid der Amerikanisch-Cassinensischen Benediktinerkongregation als Abtpräses vor.
Am 8. Juni 1910 ernannte ihn Papst Pius X. zudem zum ersten Abtordinarius der Gefreiten Abtei von Belmont-Mary Help of Christians. Vor dieser Erhebung Belmonts zur Abbatia nullius  stand er dem von ihm 1876 gegründeten Kloster bereits als Gründungsabt vor.